# Parnaso Español
Parnaso Español: colección de poesías escogidas de los más célebres poetas castellanos (Spanischer Parnass: Sammlung ausgewählter Gedichte der berühmtesten spanischen Dichter), oder einfach Parnaso Español,  ist eine von Juan José López de Sedano (1729–1801) herausgegebene Anthologie. Sie wurde zwischen 1768 und 1778 in neun Bänden veröffentlicht. Die ersten fünf Bände wurden von Joaquín Ibarra (1725–1785) im Auftrag von Antonio de Sancha (1720–1790) gedruckt, der die restlichen Bände in seiner neu eröffneten Druckerei druckte.

## Autoren
Die Sammlung enthält Werke der folgenden Autoren:
- Baltasar del Alcázar (1530–1606)
- Gonzalo Argote de Molina (1548–1596)
- Juan de Arguijo (1567–1623)
- Luis Barahona de Soto (1548–1595)
- Jerónimo Bermúdez (1530?–1599?)
- Francisco de Borja (1510–1572)
- Bartolomé Cairasco de Figueroa (1538–1610)
- Francisco de Calatayud y Sandoval (aktiv in der ersten Hälfte des 17. Jahrhunderts)
- Miguel de Cervantes Saavedra (1547–1616)
- Gutierre de Cetina (1520–1557)
- Juan de la Cueva (1543–1612)
- Alonso de Ercilla y Zúñiga (1533–1594)
- Vicente Espinel (1550–1624)
- Pedro Espinosa (1578–1650)
- Francisco de Figueroa (1530–1588)
- Damasio de Frías (aktiv im 16. Jahrhundert)
- Luis de Góngora y Argote (1561–1627)
- Gregorio Hernández de Velasco (1548–1616)
- Fernando de Herrera (1534–1597)
- Juan Antonio de Herrera (aktiv im 17. Jahrhundert)
- Diego Hurtado de Mendoza y Guevara (1503–1575)
- Juan Jáuregui y Aguilar (1583–1641)
- Pedro Laínez (1528–1608)
- Alonso de Ledesma (1562–1623)
- Fray Luis de León (1527–1591)
- Bartolomé Leonardo de Argensola (1562–1631)
- Lupercio Leonardo de Argensola (1559–1613)
- Francisco López de Zárate (1580–1658)
- Ignacio de Luzán (1702–1754)
- Luis Martín de la Plaza (1577–1604)
- Pedro de Medina (1493–1567)
- Cristóbal de Mesa (1559–1633)
- Juan de Morales (aktiv im 16. Jahrhundert)
- Francisco Pacheco (1564–1644)
- Pedro de Padilla (1540–1599)
- Hortensio Félix Paravicino y Arteaga (1580–1633)
- Manuel Pellicer de Velasco (1598–1651)
- Salvador Jacinto Polo de Medina (1603–1676)
- Francisco de Quevedo (1580–1645)
- Bernardino de Rebolledo (1597–1676)
- Andrés Rey de Artieda (1549–1613)
- Anastasio Pantaleón de Ribera (1600–1629)
- Francisco de Rioja (1583–1659)
- Alonso Jerónimo de Salas Barbadillo (1581–1635)
- Pedro Silvestre (aktiv im 17. Jahrhundert)
- Pedro Soto de Rojas (1584–1658)
- Cristóbal Suárez de Figueroa (1571–1644)
- Agustín de Tejada Páez (1608–1689)
- Francisco de la Torre y Sevilla (1534–1594)
- Luis de Ulloa (1584–1620)
- Juan de Valdés (1509–1541)
- Lope de Vega (1562–1635)
- Garcilaso de la Vega (1501–1536)
- Alonso Verdugo de Castilla (aktiv im 17. Jahrhundert)
- Esteban Manuel de Villegas (1589–1669)
- Luis Zapata de Chaves (1526–1595)